# Contea di Quyang
La contea di Quyang (曲阳县S, Qūyáng XiànP) è una contea della Cina, situata nella provincia di Hebei e amministrata dalla prefettura di Baoding.